# Troy Pierce
Troy Pierce (* 1970 im US-Bundesstaat Indiana) ist ein international tätiger DJ und Musikproduzent. Er veröffentlicht auch unter den Pseudonymen Slacknoise und Louderbach. Seine Musik lässt sich weitgehend dem Genre des Minimal Techno zuordnen.
Der ehemalige Modedesigner Pierce gelangte über Zwischenstationen in Chicago und Detroit nach New York, um dort Fotografie zu studieren. 1994 begann er hier erstmals Platten aufzulegen. Musikalisch orientierte er sich bald an minimalistischen Labels aus Deutschland, wie Perlon und Playhouse. Beim Detroit Music Festival 2001 traf er die gebürtige Polin Magda und später den Kanadier Marc Houle. Zu dritt bildeten sie das Musikprojekt Run Stop Restore. 2002 zog Pierce nach Berlin und veröffentlichte seine Musik fortan bei Richie Hawtins Label M nus. Veröffentlichungen erscheinen unter seinem bürgerlichen Namen und dem Pseudonym Louderbach. Für andere Künstler wie Ellen Allien, Donnacha Costello oder Lawrence produzierte er Remixe. 2006 kam es zusammen mit Magda und Marc Houle zur Gründung des eigenen Labels Items And Things.

## Diskografie
- Run Stop Restore, The Geometry E.P., Minus, 2004
- Run Stop Restore, Post Office # 2, Telegraph – Compilation, 2004
- Troy Pierce, Master of slack E.P., Textone, 2004
- Louderbach, To begin E.P., Underline, 2004
- Slacknoise, Ana – tak (RMX), Minus, 2004
- Run Stop Restore, Beat That Bitch/Percolator, Minus, 2004
- Troy Pierce, Liebe ist cool (remix), Electric Avenue, 2004
- Bern, No More Wars (Louderbach remix), Underline, 2004
- Troy Pierce, Mo‘ s Ferry Productions, Compilation, 2004
- Slacknoise, Permanent Marker, Minimize to Maximise Compilation, Minus, 2005
- Run Stop Restore, Gateways and Galaxies, Minimize to Maximise Compilation, Minus, 2005
- V/A, Wanda‘s wig wax – (Louderbach remix), Underline 003, 2005
- Butane, Sound of the Digidown (Troy Pierce remix), Alphahouse, 2005
- Butane, This is 01 (Run Stop Restore remix), Alphahouse, 2005
- Troy Pierce, Red Velvet Lines (Black Box) E.P., Mo‘s ferry Production, 2005
- Troy Pierce, Red Velvet Lines (Black Box) E.P. (Run Stop Restore remix), Mo‘s ferry Production, 2005
- Troy Pierce, Run E.P., Minus, 2005
- Louderbach, Black Mirror E.P., Underline, 2005
- Troy Pierce, Ellen Allien, My Body is Your Body (Troy Pierce remix), B-pitch, 2005
- Louderbach, Enemy Love L.P.,Underline, 2006
- Donnacha Costello, Bear Bounces Back (Troy Pierce remix), Minimise, 2006
- The Knife, Silent Shout (Troy Pierce remix), Rabid, 2006
- Chelonis R. Jones, Dear in the Headlights (Troy Pierce remix), Get Physical, 2006
- Booka Shade, Mandarin Girl (Troy Pierce (with Konrad Black & Heartthrob) remix), Get Physical, 2006
- Kiko Barba, Esperan2 (Troy Pierce remix), Esperanza, 2006
- Lawrence, Along the Wire(Troy Pierce remix), Ladomat, 2006
- C.B. Funk, Rallye San Francisco (Troy Pierce remix), Punkt Music, 2006
- Northern Lite, Cocaine (Troy Pierce remix), 1st decade, 2006
- Brian Aneurysm, Versuchung (Troy Pierce remix), Intrinsic Design, 2006
- Troy Pierce, 25 Bitches Vol I & II, Minus, 2006
- Tiga, 3 Weeks (Troy Pierce move until you leave mix), Different, 2006
- Troy Pierce, Gone Astray, 2007
- Troy Pierce, Manga Jena, 28. Oktober 2009
- Troy Pierce, KlangKino Gebesee, 13. März 2010